# Zoom Video Communications
Pour les articles homonymes, voir Zoom (homonymie).
Zoom Video Communications est une société de téléconférence basée à San José, en Californie. Elle fournit un service de conférence à distance qui combine la vidéoconférence, les réunions en ligne, le chat et la collaboration mobile à l'aide d'applications propriétaires.
En 2020, les logiques de confinement adoptées dans plusieurs pays pour lutter contre la pandémie de maladie à coronavirus de 2019-2020 ont renforcé la notoriété et l'usage de cette solution.
Depuis mars 2020, Zoom est fortement critiqué sur les aspects de sa sécurité et du non-respect de la vie privée de ses utilisateurs, à la suite de nombreux incidents de zoombombing, de fuite de données, d'affirmation mensongères et de manque de transparence sur l'usage des données collectées par l'entreprise. La compatibilité de Zoom avec le règlement général sur la protection des données est mise en cause.

## Histoire
Zoom a été fondée en 2011 par Eric Yuan, un ingénieur senior de Cisco Systems et de son unité commerciale de collaboration WebEx. Le service a commencé en janvier 2013 et, en mai 2013, il comptait un million d'utilisateurs,. Au cours de la première année de sa sortie, Zoom a établi des partenariats avec des fournisseurs de logiciels de collaboration B2B, tels que Redbooth (alors Teambox), et a également créé un programme nommé Works with Zoom (« Travaillez avec Zoom »), qui a établi des partenariats avec plusieurs fournisseurs de matériel et de logiciels tels que Logitech, Vaddio, et InFocus,.
En juin 2014, Zoom comptait 10 millions d'utilisateurs. Le 4 février 2015, Zoom Video Communications a reçu un financement de série C de 30 millions de dollars américains. Les investisseurs à ce cycle de financement comprennent Emergence Capital, Horizons Ventures (Li Ka-shing), Qualcomm Ventures, Jerry Yang et Patrick Soon-Shiong. En novembre 2015, l'ancien président de RingCentral David Berman a été nommé président de Zoom Video Communications, et le fondateur et PDG de Veeva Systems, Peter Gassner, a rejoint le conseil d'administration de Zoom.
En septembre 2017, Zoom a accueilli Zoomtopia 2017, la première conférence annuelle des utilisateurs de Zoom. Zoom a annoncé une série de nouveaux produits et partenariats, y compris le partenariat de Zoom avec Meta pour intégrer la réalité augmentée à Zoom, l'intégration dans Slack et Workplace par Facebook, et les premiers pas vers un transcripteur en intelligence artificielle (IA).
En mars 2019, Zoom a déposé une demande d'accès au NASDAQ. Le 18 avril 2019, la société est entrée en bourse, avec des actions en hausse de plus de 72 %, après un premier appel public à l'épargne de 36 $ par action. Un an après, l'action de cette société est passée le 23 mars 2020 à 160 $. La capitalisation boursière de l'entreprise a atteint 92 milliards au 31 août 2020 – plus que la valeur combinée de General Motors et Ford. Toutefois, à l'annonce le 9 novembre 2020 par l'entreprise Pfizer de la disponibilité prochaine d'un vaccin efficace à 90 % contre la Covid-19, l'action de Zoom chute brutalement de 17,35 %.
Au début de 2020, l'utilisation de Zoom a fortement augmenté, en hausse de 67 % du début de l'année à la mi-mars ; des écoles et des entreprises ayant adopté la plate-forme pour le télétravail en réponse à la pandémie de maladie à coronavirus de 2019-2020. Le nombre d'utilisateurs par jour est passé de 10 millions en décembre 2019 à 200 millions en mars 2020, beaucoup de nouveaux participants pratiquant pour la première fois le télétravail. Depuis l'intensification de la nouvelle pandémie de coronavirus aux États-Unis, les médias ont rapporté que des milliers d'établissements d'enseignement étaient passés à des cours en ligne en utilisant Zoom,. L'entreprise a offert ses services gratuitement aux écoles de la maternelle au lycée dans de nombreux pays. Ces mesures ont contribué à une forte augmentation de l'utilisation de Zoom. Par exemple, en une seule journée, l'application Zoom a été téléchargée 343 000 fois.
Zoom est également devenu une plateforme sociale en raison de la pandémie, trouvant pour ses utilisateurs des usages au delà des réunions ou des entretiens à distance : utilisation pour des apéros virtuels, des réunions familiales, des cours de sport ou de yoga, des concerts, des mariages, etc..
En mai 2020, Zoom a commencé à implémenter de nouvelles fonctionnalités pour sécuriser ses réunions, qu’elles soient gratuites ou payantes.
Zoom a engrangé 2,65 milliards de dollars de revenus de février 2020 à janvier 2021.
En juillet 2021, Zoom annonce l'acquisition de Five9, une entreprise américaine spécialisée dans les logiciels de support client, pour 14,7 milliards de dollars en échange d'actions. Cette acquisition est abandonnée en octobre 2021, à la suite de la baisse importante du cours en bourse de Zoom.
En juin 2021, Zoom fait l'acquisition de Kites, start-up spécialisée dans la traduction et transcription automatique en temps réel. L’intelligence artificielle des solutions développées par les chercheurs de Kites lui permet de proposer une fonctionnalité plus précise, pour que les personnes ne parlant pas la même langue puissent échanger lors des réunions.
En mai 2022, Zoom acquiert l’entreprise Solvvy et sa technologie d’intelligence artificielle conversationnelle dédiée au support client, ce qui lui permet de l’intégrer à l’offre du Zoom Contact Center.
En juillet 2022, Zoom Phone atteint les trois millions de licences distribuées et en décembre de la même année, le Zoom Contact Center dépasse le cap du million d’utilisateurs.
Lors de sa conférence annuelle Zoomtopia 2022, Zoom a dévoilé le lancement de solutions de mail et de calendrier (Zoom Mail et Calendar) intégrées à l’interface comprenant Meetings, Phone et Team Chat. L’entreprise a également annoncé étendre son partenariat avec ServiceNow pour proposer des fonctionnalités à destination des agents de gestion des services informatiques, ainsi qu’un agent virtuel sous forme d’un chatbot alimentée via une technologie d’IA conversationnelle.
En novembre 2022, Zoom a dévoilé ses résultats financiers pour le troisième trimestre, faisant état d’un revenu total de 1 101,9 millions de dollars. Cela représente une augmentation de 5 % de son chiffre d’affaires par rapport à l’année précédente et de 7 % à taux de change constant. Son chiffre d’affaires pour les entreprises était de 614 millions de dollars, une hausse de 20 % par rapport à l’année précédente. À cette date, Zoom comptait environ 209 300 entreprises clientes. À cette date, Zoom a annoncé le lancement bêta d’une solution de mail et de calendrier.
En février 2023, Zoom annonce la suppression de 15 % de ses effectifs, soit 1 300 postes.

## Intégrations
Depuis 2020, Zoom s’est associé à ServiceNow pour développer son service client. Ce partenariat s’est étendu en août 2022 avec une intégration pour Zoom Phone qui rationalise les flux de travail, puis en novembre de la même année avec une intégration plug-and-play, le ServiceNow Employee Center et l’application ServiceNow Collaboration Services.
Grâce à la fonctionnalité Direct Guest Join, Zoom dispose d’une interopérabilité avec la solution de visioconférence de Microsoft Teams. Les utilisateurs de Zoom peuvent ainsi se connecter à une réunion Teams et vice-versa.
Lancé en mars 2022, le programme partenaires de Zoom (Zoom Up Partner Program) lui a permis de s’associer à un réseau de 50 partenaires et intégrateurs en France, dont VAD Nuvias UC et TD Synnex.

## Produits

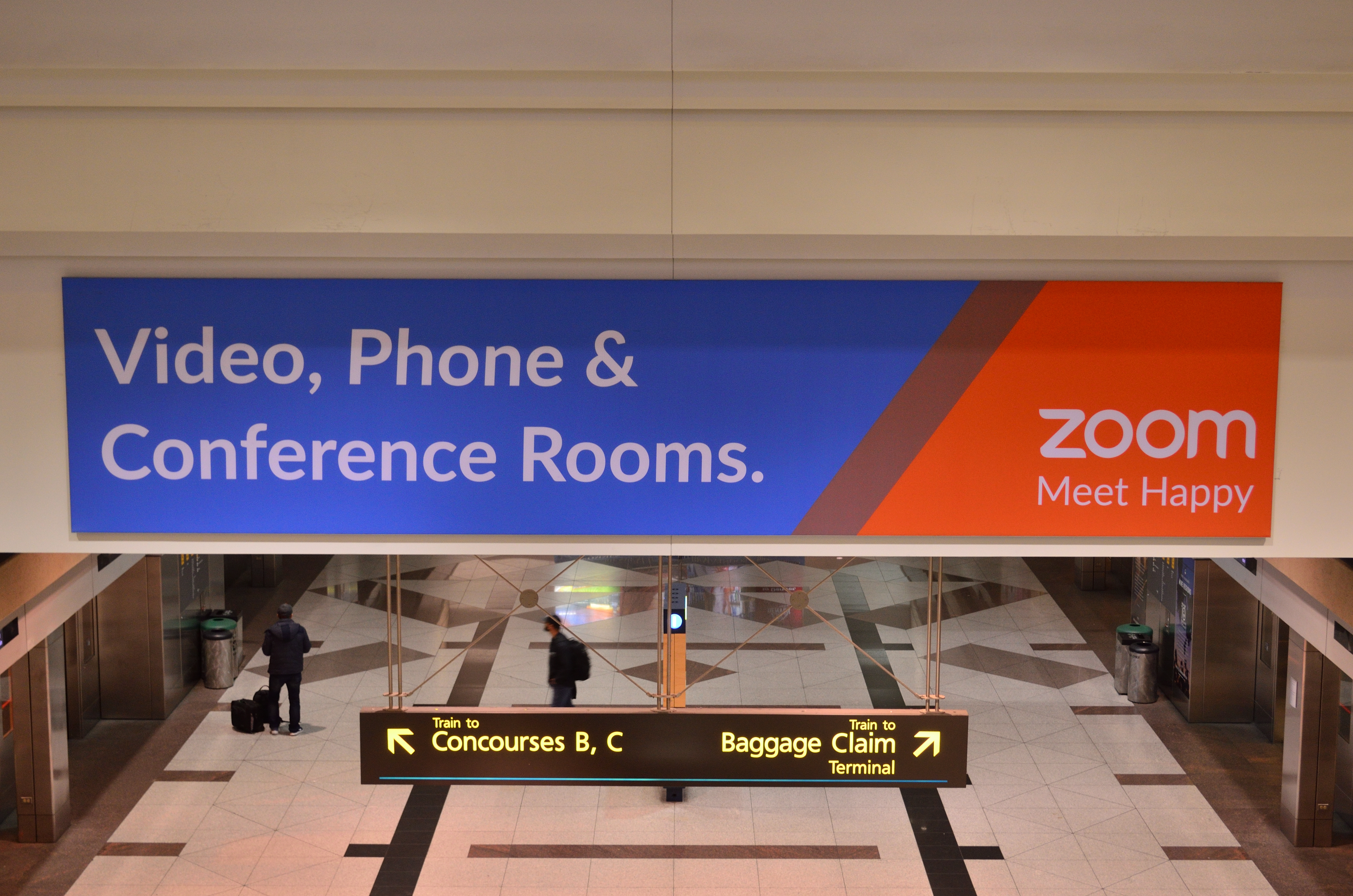
Publicité Zoom à l'aéroport international de Denver.

Zoom propose une vidéoconférence gratuite pour jusqu'à 100 participants, dans une limite de 40 minutes de communication. Des abonnements payants sont disponibles pour permettre d’augmenter le nombre de participants, augmenter la limite de temps de communication et obtenir des fonctionnalités plus avancées. Le logiciel à source fermée de Zoom serait conforme à FedRAMP, HIPAA, PIPEDA et PHIPA et au RGPD[source insuffisante]. Zoom a reçu diverses reconnaissances de l'industrie pour ses produits.
Initialement, Zoom pouvait accueillir des conférences avec jusqu'à quinze participants en vidéo, est passé à 25 en janvier 2013, puis à 100 avec la version 2.5 en octobre 2015 et enfin à 1 000 pour les clients professionnels. Entre 2015 et mi-2016, Zoom Video Communications a annoncé la prise en charge native de Skype Entreprise et l'intégration avec Slack.
En septembre 2015, Zoom a annoncé l'intégration de la vidéoconférence Zoom à la plate-forme de gestion de la relation client de Salesforce, permettant aux vendeurs d'initier de telles conférences avec leurs prospects sans quitter l'application. En avril 2017, Zoom a lancé la télésanté, un produit de télésanté évolutif permettant aux médecins de visiter à distance leurs patients par vidéo pour consultation. En mai 2017, Zoom a annoncé un partenariat avec Polycom qui a intégré les réunions vidéo de Zoom dans les systèmes de conférence de Polycom, permettant des fonctionnalités telles que les réunions sur plusieurs écrans et appareils, le partage d'écran HD et sans fil et l'intégration du calendrier avec Outlook, Google Calendar et iCal.
La plateforme de Zoom propose plusieurs outils collaboratifs regroupés dans le portefeuille Zoom One, qui inclut sa solution de réunion mais aussi de chat d’équipe, de système téléphonique et d’intelligence conversationnelle. L’offre de Zoom comporte également Zoom Spaces pour les espaces de réunion, Zoom Events pour les événements et Zoom Contact Center pour les centres de contact. Côté applications, Zoom dispose d’une Marketplace et a ouvert ses outils de création à tous les développeurs.
En juin 2022, Zoom a annoncé un nouveau format pour unifier l’offre de sa plateforme avec l’arrivée de Zoom One.

## Principaux actionnaires
Au 9 avril 2020.
| Artisan Partners                     | 6,13 % |
| Hillhouse Capital Advisors           | 5,89 % |
| Bin Yuan                             | 4,21 % |
| Morgan Stanley Investment Management | 4,00 % |
| The Vanguard Group                   | 3,30 % |
| T. Rowe Price Associates             | 2,45 % |
| Salesforce Com                       | 2,37 % |
| Fidelity (Canada) Asset Management   | 2,34 % |
| Comprehensive Financial Management   | 2,26 % |
| Baillie Gifford                      | 2,10 % |

## Critiques et réponses de l'entreprise

### Incompatibilité avec le RGPD
Jusqu'en mars 2020, Zoom indiquait dans ses mentions légales collecter des données personnelles identifiantes, entre autres le nom, l'adresse postale, l'adresse électronique et le numéro de téléphone, dans des conditions non conformes au Règlement général sur la protection des données européen.
Lors du premier confinement en avril 2020, l'autorité allemande de protection des données personnelles indique que Zoom n'est pas conforme au RGPD, comme plusieurs solutions commerciales concurrentes telles que Google Meet et Microsoft Teams, et pointe entre autres l'absence de respect du droit à l'effacement des données.
Le 31 mai 2021, en réponse à une demande de la Conférence des Présidences d'Universités (CPU) et la Conférence des Grandes Écoles (CGE), la Commission nationale de l'informatique et des libertés (CNIL) recommande aux établissements d'enseignement supérieur de ne plus utiliser Microsoft Teams et Zoom du fait de l'absence de garantie sur la sécurité des données, en particulier depuis la loi Cloud Act qui autorise les États-Unis à imposer à une entreprise opérant sur son sol de lui fournir ses données, où qu'elles soient dans le monde. Une période transitoire est alors autorisée pour permettre une garantie de service le temps de la transition.
Le 16 août 2021, le land de Hambourg a remis en cause le fonctionnement de Zoom concernant sa compatibilité avec le Règlement général sur la protection des données européen,.

### Confidentialité
Zoom a été critiqué pour ses pratiques de collecte de données qui incluent un stockage du « contenu dans les enregistrements cloud, et les messages instantanés, les fichiers, les tableaux blancs ». Les employeurs peuvent aussi surveiller les travailleurs à distance. L'Electronic Frontier Foundation a averti que les administrateurs peuvent se joindre à tout appel à tout moment « sans consentement ou avertissement immédiat pour les participants à l'appel ». Le ministère de la Défense du Royaume-Uni a interdit son utilisation,.
L'utilisation généralisée de Zoom pour l'éducation en ligne pendant la pandémie de Covid-19 a accru les préoccupations concernant la confidentialité des données des étudiants et, en particulier, leurs informations personnelles identifiables. Des experts américains en protection de la vie privée craignent également que l'utilisation de Zoom par les écoles et les universités ne soulève des problèmes concernant la surveillance non autorisée des étudiants et des violations possibles des droits des étudiants en vertu de la loi sur les droits éducatifs et la vie privée des familles (FERPA).
Il est constaté que l'application iOS de la société envoyait des données d'analyse à Facebook au démarrage, qu'un compte Facebook soit utilisé ou non avec le service. L'application est soupçonnée d'échanger des informations sur ses utilisateurs avec Facebook et d'aller rechercher des profils LinkedIn à l'insu de ces utilisateurs. Le 27 mars, Zoom a déclaré qu'il avait été « récemment informé que le SDK Facebook collectait des données de périphérique inutiles » et qu'il avait corrigé l'application pour supprimer le SDK (qui était principalement utilisé pour le support de connexion sociale) afin de résoudre ces préoccupations. La société a déclaré que le SDK collectait uniquement des informations sur les spécifications de l'appareil de l'utilisateur (telles que les noms de modèle et les versions du système d'exploitation) et ne collectait pas d'informations personnelles.
Fin mars 2020, la transparence étant lacunaire et la confidentialité douteuse, le magazine Forbes déclare qu'il est presque impossible de considérer Zoom comme une option respectueuse de la vie privée. Le service prétend ne pas vendre de données personnelles utilisateurs, pourtant il les utilise incontestablement à des fins de ciblage et de marketing. Chaque client est contraint d'accepter la collecte passive de ses données personnelles, même celles qui ne sont pas indispensables au fonctionnement de l'appel, et qui sont ensuite utilisées à diverses fins mal définies dans le contrat. Zoom collecte une quantité gigantesque de données personnelles à partir des comptes et des visioconférences, pourtant il n'y a aucun moyen de refuser certaines utilisations spécifiques si l'on souhaite continuer à utiliser le service. Consumer Reports (équivalent de Que Choisir aux États-Unis) alerte les consommateurs sur le fait que les messages instantanés et les vidéos peuvent être utilisés pour cibler des campagnes publicitaires ou élaborer des algorithmes de reconnaissance faciale. The intercept révèle aussi au même moment que les communications ne sont pas chiffrées de bout-en-bout contrairement à ce qu'affirme l'entreprise, et sont donc accessible à celle-ci.
En 2020, la Federal Trade Commission révèle au cours d'une plainte que l'entreprise a enregistré des conversations non chiffrées durant 60 jours.
Avec l'augmentation de son utilisation, le logiciel est aussi victime d'intrusions indésirées au sein de vidéoconférences privées, pratiques baptisée d'après son nom zoombombing.
En mai 2021, la Commission nationale informatique et libertés française recommande de ne pas utiliser Zoom et Microsoft Teams dans l'enseignement supérieur à la suite d'une question de la Conférence des grandes écoles (CGE) et la Conférence des présidents d’université (CPU).
En mars 2022, Zoom annonce sa collaboration avec SURF, le fournisseur de services TIC pour l’éducation et la recherche néerlandaise. À la suite d'une première évaluation d’impact sur la protection des données (DPIA) réalisée par l’organisme en mai 2021, Zoom a remédié aux problèmes soulevés et s’est engagé à apporter des modifications à ses accords de confidentialité pour les clients Éducation et Entreprise dans l’Espace économique européen (EEE). SURF a conseillé aux organisations de mettre en œuvre elles-mêmes plusieurs mesures recommandées et de conclure de nouveaux accords de traitement des données avec Zoom. Dès que ces mesures auront été mises en œuvre, SURF a indiqué que les personnes concernées pourront utiliser Zoom pour des communications hautement confidentielles et ne seront pas confrontées à ce que SURF considère comme des risques élevés pour la protection de la vie privée.

### Sécurité
Selon le site officiel, Zoom utilise le chiffrement Advanced Encryption Standard 256 bits (AES 256)[source insuffisante].
En novembre 2018, une vulnérabilité de sécurité (CVE -2018-15715) est découverte, ceci permettant une attaque à distance qui permet d'usurper les messages d'un participant à une réunion[source secondaire souhaitée].
En juillet 2019, le chercheur en sécurité Jonathan Leitschuh révèlé une vulnérabilité zero-day permettant à n'importe quel site Web de joindre de force un utilisateur macOS à un appel Zoom, avec sa caméra vidéo activée, sans l'autorisation de l'utilisateur. De plus, les tentatives de désinstallation du client Zoom sur macOS permettrait au logiciel de se réinstaller automatiquement en arrière-plan, en utilisant un serveur Web caché qui a été configuré sur la machine lors de la première installation et qui est resté actif même après avoir tenté de supprimer le client. Après avoir été publiquement critiqué et été ciblé par une plainte auprès de la Federal Trade Commission (FTC) pour n'avoir pas pris de mesure corrective durant plusieurs mois,. La FTC instruit une plainte qui conclut que l'entreprise a trompé sa clientèle sur le niveau de sécurité offert par son logiciel et annonçait un chiffrement de  bout en bout alors que l'entreprise conservait le moyen d'accéder aux vidéoconférences de sa clientèle. La FTC signe avec l'entreprise un accord qui permet à Zoom d'éviter des poursuites en lui imposant un programme de mise en conformité. Zoom met alors à jour son logiciel pour supprimer la vulnérabilité et le serveur Web caché, permettant ainsi une désinstallation complète, en juillet 2020,.
En mars 2020, le New York Times révèle que le procureur général de New York examine les pratiques de confidentialité de Zoom et l'a sollicité sur certains points dont sa lenteur à résoudre des problèmes de sécurité (vulnérabilités pouvant permettre l'accès aux webcams) et sa politique de confidentialité des données (partage des données avec Facebook). Au même moment, The intercept révèle que Zoom ne chiffre pas ses communications de bout en bout, contrairement à ce qu'affirme l'entreprise, ce qui rend ces communications accessibles à l'entreprise. Ce cadre, lié à la confidentialité et la sécurité de l’application, entraînent plusieurs gouvernements et entreprises à interdire, en avril 2020, l’utilisation de l’application.
En avril 2020, 500 000 comptes Zoom ont été mis en vente sur le dark web, acquises à partir d'autres sites mal sécurisés.
L'entreprise Google et la Direction interministérielle du numérique (DINUM) recommande alors de ne pas utiliser le logiciel zoom.
En raison de la popularité grandissante de Zoom due à l’épidémie de Covid-19, des cybercriminels ciblent les utilisateurs avec des attaques d'hameçonnage. 3 300 nouveaux noms de domaines contenant le mot zoom ont été enregistrés, dont 2 200 en mars 2020.
En avril 2020, la fonctionnalité « Sécurité » mise en place permet aux animateurs de verrouiller une réunion, d’activer la salle d’attente, de définir un mot de passe d’accès, de supprimer des participants et de limiter leurs interactions telle que la possibilité de partager leur écran, d’accéder au chat, de se renommer ou d’annoter.
En juillet 2021, la plateforme américaine accepte de payer 85 millions de dollars pour régler des poursuites en matière de protection de la vie privée.
En décembre 2021, Zoom a annoncé que Zoom Meetings, Zoom Phone, Zoom Chat, Zoom Rooms et Zoom Webinars étaient désormais conformes à la norme ISO/IEC 27001:2013 de l’Organisation internationale de normalisation (ISO) et de la Commission électrotechnique internationale (CEI). L’entreprise a également intégré des critères supplémentaires à son rapport SOC 2 de type II pour répondre aux exigences du Health Information Trust Alliance Common Security Framework (HITRUST CSF). Ce cadre de sécurité s'appuie sur des réglementations nationales et internationales, telles que le RGPD, l'ISO, le NIST, le PCI et l'HIPAA.
En janvier 2022, Zoom est devenu le premier client de communication vidéo à obtenir la certification Critères Communs délivrée par l’Office fédéral allemand pour la sécurité de l’information (BSI).
Depuis juillet 2022, le chiffrement de bout en bout s’étend également aux salles de répartition des réunions et à la solution de téléphonie de Zoom.
En mai 2022, plusieurs failles de sécurité sont publiées sur Zoom, après leur découverte en février par Project Zero de Google, et confirmées par l'entreprise. Elles sont jugées importantes et dues à une bibliothèque logicielle qui n'a pas été mise à jour. Elle permet d'exécuter arbitrairement un code exécutable sur le client sans aucune action volontaire sur le client. Celles-ci sont corrigées en avril.

### Censure
Selon le site Next INpact, Zoom a annulé en octobre 2020 une conférence en ligne organisée par l'université de San Francisco sur le sujet de la censure par zoom d'une conférence en ligne organisée en septembre.